# サロンガ国立公園
サロンガ国立公園は、コンゴ民主共和国にある同国内最大の国立公園。アフリカの国立公園の中でも第2位の規模を誇るこの国立公園には、最大の熱帯原生林が残っている。

## 地理
サロンガ国立公園は、コンゴ民主共和国中央部のコンゴ盆地にあり、域内にコンゴ川、ロメラ川（東部の境界）、サロンガ川（マイ・マトンベ湖と並び西部の境界を形成）などの河川が流れている。
河川以外には原生林の熱帯雨林と湿地帯も広がるため、公園への陸上からのアクセス手段は存在せず、船でしかアクセスできない。公園の南部には数カ所のピグミーの村も存在する。

## 動物相
最も特徴的なのは、2万頭生息するとされるボノボである。このほか、ボンゴ、コンゴクジャク、オカピ、ミズジェネット、センザンコウ、アフリカゾウ、マルミミゾウ、アフリカクチナガワニなどの珍しい動物たちが生息している。

## 世界遺産

### 登録基準
この世界遺産は世界遺産登録基準のうち、以下の条件を満たし、登録された（以下の基準は世界遺産センター公表の登録基準からの翻訳、引用である）。
- (7) ひときわすぐれた自然美及び美的な重要性をもつ最高の自然現象または地域を含むもの。
- (9) 陸上、淡水、沿岸および海洋生態系と動植物群集の進化と発達において進行しつつある重要な生態学的、生物学的プロセスを示す顕著な見本であるもの。

### 危機遺産の登録と解除
国立公園付近の人口増加やそれに伴う、耕地拡張・森林伐採などの動きが環境の悪化に結びついている。また、コンゴ民主共和国の政情の不安定さなども考慮に入れられ、1999年に「危機にさらされている世界遺産」リストに加えられた。その後、環境改善に努め、2021年の第44回世界遺産委員会においてリストから解除された。